# Relações entre China e Portugal
As relações sino-portuguesas remontam a 1514, durante a Dinastia Ming da China. As relações entre as modernas entidades políticas da República Popular da China e da República Portuguesa começaram oficialmente em 2 de fevereiro de 1979. China e Portugal estabeleceram a ampla parceria estratégica em 2005.
Apesar do tamanho de Portugal, a China tem interesse em desenvolver relações com Portugal e concede a Portugal um tratamento semelhante aos principais países europeus e os dois países mantêm amizade e relações relativamente intensas, devido a três razões principais: a primeira e principal é o sucesso. A Devolução de Macau, que é elogiada regularmente por Pequim, dadas as questões sobre Taiwan e a conturbada transição de Hong Kong e algumas tensões com o Reino Unido. Uma segunda razão é que Portugal faz parte de um universo linguístico de mais de 200 milhões de pessoas, incluindo alguns países de crescente importância internacional, com os quais a China deseja promover relações.  Um fator final é o prestígio de Portugal na Ásia e a antiguidade e o caráter pacífico das relações entre Portugal e a China.